# Jerry Yates
Jerry Aaron Yates (* 10. November 1996 in Doncaster) ist ein englischer Fußballspieler, der seit 2023 beim Zweitligisten Swansea City unter Vertrag steht. Aktuell spielt er auf Leihbasis für Derby County.

## Karriere
Nachdem er die Jugendakademien seines Heimatvereins Doncaster Rovers sowie darauffolgend von Rotherham United durchlaufen hatte, gab Jerry Yates am 3. April 2015 sein Pflichtspieldebüt für Rotherham bei einer 1:2-Auswärtsniederlage bei Birmingham City. In der Saison 2015/16 sammelte der Nachwuchsstürmer Spielpraxis auf Leihbasis beim Sechstligisten Harrogate Town, ehe die Leihe am 1. Januar 2016 vorzeitig beendet wurde. In der Football League Championship 2016/17 wurde er erstmals regelmäßig von seinem Verein eingesetzt und bestritt 21 Ligapartien, in denen er einen Treffer erzielen konnte. Rotherham stieg am Saisonende als Tabellenletzter in die dritte Liga ab, erreichte jedoch in der anschließen Football League One 2017/18 mit Jerry Yates (17 Spiele/1 Tor) den direkten Wiederaufstieg in die zweite Liga.
Am 20. Juli 2018 wurde der 21-Jährige bis zum Ende des Jahres an den Viertligisten Carlisle United ausgeliehen. In der Football League Two 2018/19 blieb ihm ein Torerfolg in den ersten Monaten verwehrt, ehe er zum Ende des Jahres 2018 in sechs Ligaspielen sechs Treffer erzielen konnte. Trotz dieser guten Entwicklung entschied sich Rotherham United am 1. Januar 2019 gegen eine Verlängerung der Ausleihe.
Zu Beginn der Saison 2019/20 wechselte Yates für die gesamte Spielzeit zum in der vierten Liga spielenden Verein Swindon Town. Bis Mitte Januar 2020 konnte er mit 12 Treffern in 25 Spielen der EFL League Two 2019/20 auf sich aufmerksam machen. Nachdem Rotherham die Ausleihe am 21. Januar 2020 vorzeitig beendete und ihn in einem Ligaspiel einsetzte, wurde er eine Woche später erneut an Swindon ausgeliehen. In sechs weiteren Ligapartien erzielte er ein Tor, ehe die Spielzeit aufgrund der Covid-19-Pandemie Mitte März 2020 vorzeitig abgebrochen wurde.
Im Juli 2020 gab der Drittligist FC Blackpool die Verpflichtung von Jerry Yates mit dreijähriger Vertragslaufzeit bekannt. Der 23-Jährige konnte schnell an seine guten Leistungen aus der vorangegangenen Saison anknüpfen und im Verlauf der EFL League One 2020/21 zwanzig Ligatreffer erzielen. Zudem zog er mit seiner Mannschaft in das Finale der Aufstiegs-Play-offs ein und sicherte sich durch einen 2:1-Sieg in Wembley über Lincoln City den Aufstieg in die zweithöchste englische Spielklasse. Als Anerkennung seiner guten Leistungen erhielt er im Juli 2021 einen neuen Dreijahresvertrag in Blackpool. In der EFL Championship konnte er sich nach acht Toren im ersten Jahr auf vierzehn Treffer in der Saison 2022/23 steigern. Blackpool stieg trotz der guten Torausbeute seines Stürmers jedoch wieder in die dritte Liga ab.
Anfang Juli 2023 wechselte Jerry Yates zu Swansea City. Für den walisischen Verein erzielte er acht Treffer in der EFL Championship 2023/24 und beendete die Saison mit Swansea als Tabellenvierzehnter. Zu Beginn der neuen Spielzeit wurde er an den ebenfalls in der zweiten englischen Liga spielenden Verein Derby County ausgeliehen.